# Giovanni Maria Viani
Giovanni Maria Viani, né à Bologne en 1636 et mort à Pistoia en 1700, est un peintre et graveur italien baroque de l'école bolonaise.

## Biographie
Avec Lorenzo Pasinelli, Giovanni Maria Viani apprend son art d'abord auprès de son père puis de Flaminio Torre, puis il dirige une école à Bologne qui rivalise avec celle de Carlo Cignani où ses élèves sont son fils Domenico (1668-1711), et Giovanni Girolamo Bonesi.
Il a peint plusieurs tableaux pour les édifices de Bologne et gravé plusieurs œuvres  d'après les Carrache.

## Œuvres
- Annonciation, San Giuseppe, Bologne
- San Filippo Benizi montant aux cieux et le Couronnement de la Vierge, Servi de Bologne